# توسن ليغات
توسن ليغات (بالألمانية: Thorsten Legat) من مواليد 7 نوفمبر 1968 هو شخصية تلفزيون الواقع الألمانية ولاعب كرة قدم محترف سابق لعب كلاعب خط وسط.
نافس في الدوري الألماني خلال مسيرته الكروية التي استمرت 15 عاماً، حيث حصد 243 مباراة و 15 هدفًا ويمثل بشكل أساسي نادي بوخوم (خمس سنوات) وشتوتغارت (أربعة).

## مرتبة الشرف
فيردر بريمن
- كأس الكؤوس الأوروبية : 1991-1992
- الدوري الألماني : 1992-1993
- DFB-Pokal : 1993-1994
- كأس السوبر الأوروبي : الوصيف 1992

في إف بي شتوتغارت
- المركز الثاني في كأس الكؤوس الأوروبية: 1997-1998
- DFB- بوكال: 1996-97
- كأس الدوري الألماني: الوصيف 1997 ، 1998

شالكه 04
- DFB-بوكال: 2000-01

في إف إل بوخوم
- DFB-Pokal: الوصيف 1987-88

## روابط خارجية
- توسن ليغات على بيانات كرة القدم. دي إي باللغة الألمانية
- توسن ليغات في قاعدة بيانات الأفلام على الإنترنت